# Sommer-Paralympics 2012/Teilnehmer (Kolumbien)
| stlisierte Goldmedaille | stlisierte Silbermedaille | stlisierte Bronzemedaille |
| ----------------------- | ------------------------- | ------------------------- |
| —                       | 2                         | —                         |

Kolumbien entsandte zu den Paralympischen Sommerspielen 2012 in London (29. August bis 9. September) eine aus 39 Sportlern bestehende Mannschaft.

## Medaillengewinner

### Silber
| Name                  | Sportart       | Wettkampf                    |
| --------------------- | -------------- | ---------------------------- |
| Moises Fuentes Garcia | Schwimmen      | 100 Meter Brust SB4 – Männer |
| Elkin Serna           | Leichtathletik | Marathon T12                 |

## Teilnehmer nach Sportart

### Judo
| Männer           |                  |               |          |               |               |               |               |               |               |               |               |
| Juan Castellanos | Klasse bis 60 kg | Takaaki Hirai | 0001:101 | ausgeschieden | ausgeschieden | ausgeschieden | ausgeschieden | ausgeschieden | ausgeschieden | ausgeschieden | ausgeschieden |

### Leichtathletik
| Athleten                                                 | Wettbewerb           | Vorlauf / Vorkampf | Vorlauf / Vorkampf | Halbfinale   | Halbfinale | Finale        | Finale        | Rang          |
| Athleten                                                 | Wettbewerb           | Zeit / Weite       | Rang               | Zeit / Weite | Rang       | Zeit / Weite  | Rang          | Rang          |
| -------------------------------------------------------- | -------------------- | ------------------ | ------------------ | ------------ | ---------- | ------------- | ------------- | ------------- |
| Frauen                                                   |                      |                    |                    |              |            |               |               |               |
| Maritza Arango Buitrago Guide: Jonathan Sanchez Gonzalez | 1500 m T12           | –                  | –                  | –            | –          | 5:05,72 min   | 6             | 6             |
| Martha Liliana Hernandez Florian                         | 100 m T36            | –                  | –                  | –            | –          | 16,39 s       | 5             | 5             |
| Martha Liliana Hernandez Florian                         | Diskuswurf F35-36    | –                  | –                  | –            | –          | 21,40 m       | 9             | 9             |
| Yanive Torres Martinez                                   | Speerwurf F54/55/56  | –                  | –                  | –            | –          | 13,03 m       | 9             | 9             |
| Yanive Torres Martinez                                   | Kugelstoßen F54-56   | –                  | –                  | –            | –          | 5,20 m        | 14            | 14            |
| Yesenia Maria Restrepo Munoz                             | Kugelstoßen F11-12   | –                  | –                  | –            | –          | kein Ergebnis | kein Ergebnis | kein Ergebnis |
| Männer                                                   |                      |                    |                    |              |            |               |               |               |
| Fabio Gutierrez Torres                                   | 800 m T36            | –                  | –                  | –            | –          | 2:30,20 s     | 8             | 8             |
| Elkin Serra                                              | Marathon T12         | –                  | –                  | –            | –          | 2:26,39       | 2             | Silber        |
| William Sosa Guide: Cesar Chavarro Dias                  | 1500 m T11 m         | 4:15,66 min        | 3                  | 4:13,53 min  | 5          | 5             |               |               |
| Fernando Mina Cortes                                     | Diskuswurf F57-58    | –                  | –                  | –            | –          | 41,94 m       | 12            | 12            |
| Fernando Mina Cortes                                     | Speerwurf F57/58     | –                  | –                  | –            | –          | 44,27 m       | 8             | 8             |
| Fernando Mina Cortes                                     | Kugelstoßen F57-58   | –                  | –                  | –            | –          | 12,21 m       | 14            | 14            |
| Edwin Rodriguez Gonzales                                 | Diskuswurf F11       | –                  | –                  | –            | –          | 33,39 m       | 5             | 5             |
| Edwin Rodriguez Gonzales                                 | Kugelstoßen F11-12   | –                  | –                  | –            | –          | 11,33 m       | 9             | 9             |
| Mauricio Valencia                                        | Diskuswurf F32/33/34 | –                  | –                  | –            | –          | 36,50 m       | 12            | 12            |
| Mauricio Valencia                                        | Speerwurf F33/34     | –                  | –                  | –            | –          | 33,31 m       | 9             | 9             |
| Mauricio Valencia                                        | Kugelstoßen F34      | –                  | –                  | –            | –          | 11,82 m       | 5             | 5             |

### Powerlifting (Bankdrücken)
| Athleten                      | Wettbewerb         | Gewicht | Rang |
| Männer                        |                    |         |      |
| Jainer Rafael Cantillo Guette | Klasse bis 67,5 kg | 193     | 4    |

### Radsport
| Athleten           | Wettbewerb               | Zeit | Rang |   |
| ------------------ | ------------------------ | ---- | ---- | - |
| Nestor Ayala Ayala | Straßenrennen Mixed T1-2 | DNF  | DNF  | 4 |

### Rollstuhlbasketball
| Wettbewerb             | Männer |
| ---------------------- | --- |
| Athleten               | - Germán García - William Pulido - Leonardo Chaparro - Guillermo Alzate - Freddy Rodriguez - Diego Capacho - José Leep Ipema - Edinson Hernández - William Rivers - Rodney Hawkins - Nelson Jaime Sanz - Leonardo Diaz |
| Gruppenphase           | Polen 45:63 Deutschland 46:59 Großbritannien 41:81 Japan 63:49 Kanada 42:68 |
| Spiel um den 11. Platz | Südafrika 83:36 |
| –                      | |
| Platzierung            | 11. |

### Schwimmen
| Athleten                       | Wettbewerb                | Vorlauf          | Vorlauf | Finale           | Finale        | Rang          |
| Athleten                       | Wettbewerb                | Zeit             | Rang    | Zeit             | Rang          | Rang          |
| ------------------------------ | ------------------------- | ---------------- | ------- | ---------------- | ------------- | ------------- |
| Frauen                         |                           |                  |         |                  |               |               |
| Naiver Ome Ramos               | 100 m Brust SB4           | 2:20,51 min      | 6       | ausgeschieden    | ausgeschieden | ausgeschieden |
| Männer                         |                           |                  |         |                  |               |               |
| Nelson Crispín                 | 50 m Schmetterling (S6)   | 32,42 s (AM)     | 3       | 32,71 s          | 4             | 4             |
| Nelson Crispín                 | 100 m Freistil (S6)       | 1:13,68 min      | 5       | 1:27,19 s (AM)   | 4             | 4             |
| Nelson Crispín                 | 200 m Lagen (SM6)         | 1:38,09 min (AM) | 5       | 1:27,19 min (AM) | 6             | 6             |
| Nelson Crispín                 | 100 m Rücken (S10)        | 1:06,74 min      | 5       | ausgeschieden    | ausgeschieden | ausgeschieden |
| Moises Fuentes Garcia          | 100 m Brust (SB4)         | 1:38,09 min      | 2       | 1:36,92 min      | 2             | Silber        |
| Daniel Giraldo Correa          | 50 m Freistil (S12)       | 25,80 s          | 2       | ausgeschieden    | ausgeschieden | ausgeschieden |
| Daniel Giraldo Correa          | 100 m Freistil (S12)      | 56,78 s          | 6       | ausgeschieden    | ausgeschieden | ausgeschieden |
| Leider Alveiro Lemus Rojas     | 100 m Brust (SB11)        | 1:23,45          | 6       | ausgeschieden    | ausgeschieden | ausgeschieden |
| Leider Alveiro Lemus Rojas     | 100 m Schmetterling (S11) | 1:11,02 min      | 5       | ausgeschieden    | ausgeschieden | ausgeschieden |
| Leider Alveiro Lemus Rojas     | 200 m Lagen (SM11)        | DQ               | DQ      | DQ               | DQ            | DQ            |
| Daniel Londono                 | 50 m Freistil (S6)        | 34,98 s          | 6       | ausgeschieden    | ausgeschieden | ausgeschieden |
| Daniel Londono                 | 100 m Freistil (S6)       | 1:14,55 min      | 5       | ausgeschieden    | ausgeschieden | ausgeschieden |
| Daniel Londono                 | 200 m Lagen (SM6)         | 3:11,87          | 6       | ausgeschieden    | ausgeschieden | ausgeschieden |
| Daniel Londono                 | 400 m Freistil (S6)       | 5:34,10 min      | 4       | 5:29,13 min      | 5             | 5             |
| Brayan Mauricio Urbano Herrera | 100 m Brust (S11)         | 1:23,81 min      | 6       | ausgeschieden    | ausgeschieden | ausgeschieden |
| Brayan Mauricio Urbano Herrera | 400 m Freistil (S11)      | 5:35,93 min      | 6       | ausgeschieden    | ausgeschieden | ausgeschieden |